# شائولین شاندور لیو
شائولین شاندور لیو (مجاری: Shaolin Sándor Liu؛ زادهٔ ۲۰ نوامبر ۱۹۹۵) اسکیت‌باز سرعت اهل مجارستان است.
وی در مسابقات کشوری و بین‌المللی در مجموع برندهٔ ۱۰ مدال طلا، ۱۲ مدال نقره، ۷ مدال برنز شده‌است.